# Rudzianki
Rudzianki (niem. Eisenberge, Saalberg-Eisen Berge, 576 m n.p.m.) – szczyt w Karkonoszach, w obrębie Pogórza Karkonoskiego.
Położony w środkowej części Pogórza Karkonoskiego, pomiędzy Zachełmiem na południu i wschodzie a Doliną Choińca na północnym zachodzie.
Rudzianki zbudowane są z granitu karkonoskiego.
Na szczycie i zboczach liczne skałki oraz Czerwona Jaskinia.
Od południa i południowego masyw Rudzianek opływa Zachełmiec, a od północnego zachodu Choiniec, dopływy Podgórnej.
Porośnięty lasem regla dolnego.